# Chặng đua MotoGP Pháp 2023
Chặng đua MotoGP Pháp 2023 là chặng đua thứ 5 của mùa giải đua xe MotoGP 2023. Chặng đua diễn ra từ ngày 12/05/2023 đến ngày 14/05/2023 ở trường đua Le Mans, Pháp. Đây cũng là chặng đua thứ 1000 trong lịch sử giải đua xe MotoGP.
Tay đua chiến thắng cuộc đua Sprint race là Jorge Martin của đội đua Pramac Racing. Tay đua chiến thắng cuộc đua chính thể thức MotoGP là Marco Bezzecchi của đội đua VR46. Sau chặng đua Francesco Bagnaia tiếp tục dẫn đầu bảng xếp hạng tổng với 94 điểm. 

## Kết quả phân hạng thể thức MotoGP
| Fastest session lap |

| Stt                | Số xe | Tay đua               | Xe      | Kết quả      | Kết quả  |
| Stt                | Số xe | Tay đua               | Xe      | Q1           | Q2       |
| ------------------ | ----- | --------------------- | ------- | ------------ | -------- |
| 1                  | 1     | Francesco Bagnaia     | Ducati  | Vào thẳng Q2 | 1'30.705 |
| 2                  | 93    | Marc Márquez          | Honda   | Vào thẳng Q2 | 1:30.763 |
| 3                  | 10    | Luca Marini           | Ducati  | 1:31.268     | 1'30.842 |
| 4                  | 43    | Jack Miller           | KTM     | 1:31.343     | 1:30.984 |
| 5                  | 89    | Jorge Martín          | Ducati  | Vào thẳng Q2 | 1:31.023 |
| 6                  | 12    | Maverick Viñales      | Aprilia | Vào thẳng Q2 | 1:31.120 |
| 7                  | 72    | Marco Bezzecchi       | Ducati  | Vào thẳng Q2 | 1:31.173 |
| 8                  | 73    | Álex Márquez          | Ducati  | Vào thẳng Q2 | 1:31.275 |
| 9                  | 5     | Johann Zarco          | Ducati  | Vào thẳng Q2 | 1:31.298 |
| 10                 | 33    | Brad Binder           | KTM     | Vào thẳng Q2 | 1:31.445 |
| 11                 | 41    | Aleix Espargaró       | Aprilia | Vào thẳng Q2 | 1:31.523 |
| 12                 | 37    | Augusto Fernández     | KTM     | Vào thẳng Q2 | 1:31.596 |
| 13                 | 20    | Fabio Quartararo      | Yamaha  | 1:31.366     | N/A      |
| 14                 | 30    | Takaaki Nakagami      | Honda   | 1:31.545     | N/A      |
| 15                 | 49    | Fabio Di Giannantonio | Ducati  | 1:31.718     | N/A      |
| 16                 | 36    | Joan Mir              | Honda   | 1:31.810     | N/A      |
| 17                 | 21    | Franco Morbidelli     | Yamaha  | 1:31.886     | N/A      |
| 18                 | 42    | Álex Rins             | Honda   | 1:31.959     | N/A      |
| 19                 | 9     | Danilo Petrucci       | Ducati  | 1:32.092     | N/A      |
| 20                 | 32    | Lorenzo Savadori      | Aprilia | 1:32.410     | N/A      |
| 21                 | 94    | Jonas Folger          | KTM     | 1:33.605     | N/A      |
| Kết quả chính thức |       |                       |         |              |          |

## Kết quả Sprint race
| Stt                                                             | Số xe | Tay đua               | Đội đua                      | Xe      | Lap | Kết quả        | Xuất phát | Điểm |
| --------------------------------------------------------------- | ----- | --------------------- | ---------------------------- | ------- | --- | -------------- | --------- | ---- |
| 1                                                               | 89    | Jorge Martín          | Prima Pramac Racing          | Ducati  | 13  | 19:59.037      | 5         | 12   |
| 2                                                               | 33    | Brad Binder           | Red Bull KTM Factory Racing  | KTM     | 13  | +1.840         | 10        | 9    |
| 3                                                               | 1     | Francesco Bagnaia     | Ducati Lenovo Team           | Ducati  | 13  | +2.632         | 1         | 7    |
| 4                                                               | 10    | Luca Marini           | Mooney VR46 Racing Team      | Ducati  | 13  | +3.418         | 3         | 6    |
| 5                                                               | 93    | Marc Márquez          | Repsol Honda Team            | Honda   | 13  | +3.541         | 2         | 5    |
| 6                                                               | 5     | Johann Zarco          | Prima Pramac Racing          | Ducati  | 13  | +4.483         | 9         | 4    |
| 7                                                               | 72    | Marco Bezzecchi       | Mooney VR46 Racing Team      | Ducati  | 13  | +5.224         | 7         | 3    |
| 8                                                               | 41    | Aleix Espargaró       | Aprilia Racing               | Aprilia | 13  | +6.359         | 11        | 2    |
| 9                                                               | 12    | Maverick Viñales      | Aprilia Racing               | Aprilia | 13  | +8.336         | 6         | 1    |
| 10                                                              | 30    | Takaaki Nakagami      | LCR Honda Idemitsu           | Honda   | 13  | +9.439         | 14        |      |
| 11                                                              | 42    | Álex Rins             | LCR Honda Castrol            | Honda   | 13  | +12.388        | 18        |      |
| 12                                                              | 49    | Fabio Di Giannantonio | Gresini Racing MotoGP        | Ducati  | 13  | +14.125        | 15        |      |
| 13                                                              | 21    | Franco Morbidelli     | Monster Energy Yamaha MotoGP | Yamaha  | 13  | +15.121        | 17        |      |
| 14                                                              | 36    | Joan Mir              | Repsol Honda Team            | Honda   | 13  | +15.383        | 16        |      |
| 15                                                              | 73    | Álex Márquez          | Gresini Racing MotoGP        | Ducati  | 13  | +15.593        | 8         |      |
| 16                                                              | 9     | Danilo Petrucci       | Ducati Lenovo Team           | Ducati  | 13  | +19.415        | 19        |      |
| 17                                                              | 32    | Lorenzo Savadori      | CryptoData RNF MotoGP Team   | Aprilia | 13  | +26.993        | 20        |      |
| Ret                                                             | 20    | Fabio Quartararo      | Monster Energy Yamaha MotoGP | Yamaha  | 9   | Ngã xe         | 13        |      |
| Ret                                                             | 94    | Jonas Folger          | GasGas Factory Racing Tech3  | KTM     | 8   | Ngã xe         | 21        |      |
| Ret                                                             | 37    | Augusto Fernández     | GasGas Factory Racing Tech3  | KTM     | 5   | Ngã xe         | 12        |      |
| Ret                                                             | 43    | Jack Miller           | Red Bull KTM Factory Racing  | KTM     | 1   | Ngã xe         | 4         |      |
| DNS                                                             | 25    | Raúl Fernández        | CryptoData RNF MotoGP Team   | Aprilia |     | Không tham gia |           |      |
| Fastest sprint lap: Marco Bezzecchi (Ducati) – 1:31.343 (lap 4) |       |                       |                              |         |     |                |           |      |
| Kết quả chính thức                                              |       |                       |                              |         |     |                |           |      |

- Raúl Fernández bị chấn thương nên rút tên khỏi danh sách thi đấu.

## Kết quả đua chính thể thức MotoGP
| Stt                                                       | Số xe | Tay đua               | Đội đua                      | Xe      | Lap | Kết quả        | Xuất phát | Điểm |
| --------------------------------------------------------- | ----- | --------------------- | ---------------------------- | ------- | --- | -------------- | --------- | ---- |
| 1                                                         | 72    | Marco Bezzecchi       | Mooney VR46 Racing Team      | Ducati  | 27  | 41:37.970      | 7         | 25   |
| 2                                                         | 89    | Jorge Martín          | Prima Pramac Racing          | Ducati  | 27  | +4.256         | 5         | 20   |
| 3                                                         | 5     | Johann Zarco          | Prima Pramac Racing          | Ducati  | 27  | +4.795         | 9         | 16   |
| 4                                                         | 37    | Augusto Fernández     | GasGas Factory Racing Tech3  | KTM     | 27  | +6.281         | 12        | 13   |
| 5                                                         | 41    | Aleix Espargaró       | Aprilia Racing               | Aprilia | 27  | +6.726         | 11        | 11   |
| 6                                                         | 33    | Brad Binder           | Red Bull KTM Factory Racing  | KTM     | 27  | +13.638        | 10        | 10   |
| 7                                                         | 20    | Fabio Quartararo      | Monster Energy Yamaha MotoGP | Yamaha  | 27  | +15.023        | 13        | 9    |
| 8                                                         | 49    | Fabio Di Giannantonio | Gresini Racing MotoGP        | Ducati  | 27  | +15.826        | 15        | 8    |
| 9                                                         | 30    | Takaaki Nakagami      | LCR Honda Idemitsu           | Honda   | 27  | +16.370        | 14        | 7    |
| 10                                                        | 21    | Franco Morbidelli     | Monster Energy Yamaha MotoGP | Yamaha  | 27  | +17.828        | 17        | 6    |
| 11                                                        | 9     | Danilo Petrucci       | Ducati Lenovo Team           | Ducati  | 27  | +29.735        | 19        | 5    |
| 12                                                        | 32    | Lorenzo Savadori      | CryptoData RNF MotoGP Team   | Aprilia | 27  | +36.135        | 20        | 4    |
| 13                                                        | 94    | Jonas Folger          | GasGas Factory Racing Tech3  | KTM     | 27  | +49.808        | 21        | 3    |
| Ret                                                       | 93    | Marc Márquez          | Repsol Honda Team            | Honda   | 25  | Ngã xe         | 2         |      |
| Ret                                                       | 43    | Jack Miller           | Red Bull KTM Factory Racing  | KTM     | 24  | Ngã xe         | 4         |      |
| Ret                                                       | 42    | Álex Rins             | LCR Honda Castrol            | Honda   | 14  | Ngã xe         | 18        |      |
| Ret                                                       | 36    | Joan Mir              | Repsol Honda Team            | Honda   | 12  | Ngã xe         | 16        |      |
| Ret                                                       | 10    | Luca Marini           | Mooney VR46 Racing Team      | Ducati  | 5   | Va chạm        | 3         |      |
| Ret                                                       | 73    | Álex Márquez          | Gresini Racing MotoGP        | Ducati  | 5   | Va chạm        | 8         |      |
| Ret                                                       | 1     | Francesco Bagnaia     | Ducati Lenovo Team           | Ducati  | 4   | Va chạm        | 1         |      |
| Ret                                                       | 12    | Maverick Viñales      | Aprilia Racing               | Aprilia | 4   | Va chạm        | 6         |      |
| WD                                                        | 25    | Raúl Fernández        | CryptoData RNF MotoGP Team   | Aprilia |     | Không tham gia |           |      |
| Fastest lap: Marco Bezzecchi (Ducati) – 1:31.855 (lap 15) |       |                       |                              |         |     |                |           |      |
| Kết quả chính thức                                        |       |                       |                              |         |     |                |           |      |

## Bảng xếp hạng sau chặng đua
|   | Stt | Tay đua           | Điểm |
| - | --- | ----------------- | ---- |
|   | 1   | Francesco Bagnaia | 94   |
|   | 2   | Marco Bezzecchi   | 93   |
|   | 3   | Brad Binder       | 81   |
| 3 | 4   | Jorge Martín      | 80   |
| 4 | 5   | Johann Zarco      | 66   |

|  | Stt | Xưởng đua | Điểm |
|  | --- | --------- | ---- |
|  | 1   | Ducati    | 174  |
|  | 2   | KTM       | 103  |
|  | 3   | Aprilia   | 80   |
|  | 4   | Honda     | 73   |
|  | 5   | Yamaha    | 58   |

|   | Stt | Đội đua                     | Điểm |
| - | --- | --------------------------- | ---- |
|   | 1   | Mooney VR46 Racing Team     | 147  |
| 1 | 2   | Prima Pramac Racing         | 146  |
| 1 | 3   | Red Bull KTM Factory Racing | 130  |
|   | 4   | Ducati Lenovo Team          | 104  |
|   | 5   | Aprilia Racing              | 91   |